# Arakjač
Arakjač nebo Arakič (abchazsky Аракьаҽы, gruzínsky არაკიჩი – Arakiči) je vesnice v Abcházii v okresu Očamčyra. Leží v rovinaté nížině přibližně 30 km severozápadně od okresního města Očamčyra. Obec sousedí na západě a severozápadě s Adzjubžou, na severu s Atarou a na jihovýchodě s Kyndygem. Jižně od vsi vede hlavní silnice spojující Suchumi s Gruzií.

## Vesnický okrsek Arakjač
Arakjač je vesnické správní centrum s oficiálním názvem Vesnický okrsek Arakjač (rusky Аракичская сельская администрация, abchazsky Аракьаҽы ақыҭа ахадара). Za časů Sovětského svazu se okrsek jmenoval Arakičský selsovět (Аракичский сельсовет). Součástí vesnického okrsku Arakjač jsou následující části:

Vesnický okrsek Arakjač

- Arakjač (Аракьаҽы)
- Dača (Дача) – gruzínsky დაჩა

## Dějiny
Do založení obce v roce 1898 bylo toto území součástí Adzjubži. Až v roce 1915 začala být hustěji obývána díky arménským přistěhovalcům prchajícím z Osmanské říše před genocidou a obec byla v té době a potom i na počátku sovětské éry územně-správně rozdělena napůl mezi sousední Adzjubžu a Ataru. Počet obyvatel prudce rostl, a tak se z Arakiče stal nakonec samostatný selsovět. Arakič byl v celém okrese Očamčyra největší vesnicí obývanou etnickými Armény. Ti se zde zabývali zemědělstvím: pěstováním tabáku, čaje, kukuřice; dále zahradnictvím a chovem hospodářských zvířat. Během sovětské éry byly v obci vybudovány střední a základní škola, klub, knihovna a zdravotní středisko. V letech 1950 až 1953 nesla obec krátce gruzínský název Agaraki.
Během války v Abcházii v letech 1992 až 1993 byla vesnice ovládnuta gruzínskými vládními vojsky a vážně poškozena. Vlivem válečných událostí a úprku obyvatelstva, jež trpělo válečnými zločiny ze strany vojsk, je jejich počet ve srovnání s předválečným obdobím výrazně snížen.

## Obyvatelstvo
Dle nejnovějšího sčítání lidu z roku 2011 je počet obyvatel vesnického okrsku 873 a jejich složení je následovné:
- 819 Arménů (93,8 %)
- 19 Abchazů (2,2 %)
- 18 Rusů (2,1 %)
- 17 příslušníků ostatních národností (1,9 %)

V roce 1989, před válkou v Abcházii žilo v Arakjači 1707 obyvatel, v celém Arakičském selsovětu 2172 obyvatel.
V roce 1959 žilo v tomto selsovětu 1471 obyvatel.